# 激情
激情 （英語：Passion），源自於古希臘動詞πάσχω(paskho)，意思是遭受或是承受某種情緒，适用于某人或某事非常强烈的感觉。激情是種強烈的情緒，其中包括驅使自己的感覺、充滿熱忱或是渴望某種事物。本術語亦常用於對令人欽佩的建議、原因、活動或是愛感到有種渴望的興趣。激情也可解釋為感到不尋常的興奮、熱忱，或是對主題，理念，人或物體感到被驅使而去。
人被說他對某事物感到激情時，通常該事物對他來說都具有強大的吸引力。為了某事物而愛和為了某事物而感到激情通常會被畫上等號。
激情可以让人们对于生活更有动力，促使人们去做一些自己想做的事从而促进社会发展以及自身进步，从而达到良性循环